# Castle Valley (Utah)
Castle Valley é uma cidade  localizada no estado norte-americano de Utah, no Condado de Grand.

## Demografia
Segundo o censo norte-americano de 2000, a sua população era de 349 habitantes.
Em 2006, foi estimada uma população de 364, um aumento de 15 (4.3%).

## Geografia
De acordo com o United States Census Bureau tem uma área de
20,9 km², dos quais 20,9 km² cobertos por terra e 0,0 km² cobertos por água.

## Localidades na vizinhança
O diagrama seguinte representa as localidades num raio de 68 km ao redor de Castle Valley.